# Handicar
Handicar est le quatrième épisode de la dix-huitième saison de la série d'animation South Park. Il est diffusé pour la première fois le 15 octobre 2014 sur Comedy Central.

## Résumé
Timmy Burch a lancé son propre service de transport, "Handicar", qui consiste en un chariot tracté par son fauteuil roulant, et obtient un grand succès, mais mécontente un chauffeur de taxi russe et le vendeur de Hummer de South Park, qui perdent des clients. 
Le but de la société de Timmy est de gagner assez d'argent pour financer la colonie de vacances de son groupe d'enfants handicapés. Il réussit largement, mais Nathan, un de ces enfants, ne veut plus retourner en colonie et tente de faire échouer l'affaire de Timmy avec l'aide de son acolyte de toujours, Mimsy.
Nathan se rend à une réunion entre des chauffeurs de taxi en colère et le vendeur de Hummer, et leur suggère de se débarrasser de Timmy. Ils s'infiltrent donc dans sa maison la nuit et lui cassent les jambes, ce qui ne marche pas puisque Timmy est déjà handicapé. 
Nathan propose alors à Timmy d'agrandir son affaire. Il accepte, et de nouveaux chauffeurs rejoignent Handicar, qui gagne encore en popularité dans South Park. Nathan se fait engager lui aussi, pour pouvoir harceler sexuellement les clientes et faire fermer la société. Il fait alors une proposition indécente à sa première passagère, mais celle-ci s'avère être un homme travesti qui viole Nathan dans des toilettes.
Lors d'un événement Tesla Motors, la présentation du PDG Elon Musk fait un flop, les journalistes posant uniquement des questions sur Handicar. Nathan vient rencontrer Musk et lui dit qu'il doit prouver que Handicar est inférieur à Tesla. Pour cela, ils proposent à Timmy de participer à une course. L'enfant est d'abord incertain, mais ses chauffeurs lui conseillent d'accepter, car cela pourra l'aider pour sa collecte de fonds.
D'autres concurrents décident de rejoindre la compétition, à un tel point que la presse annonce que l'évènement marque le retour des courses des Fous du volant, bannies il y a des années en raison de leur brutalité. Les habitants de South Park paniquent et courent faire des provisions dans les magasins, mais suivront quand même en masse la retransmission de la compétition à la télévision depuis leurs domiciles.
Le jour de la course, on retrouve sur la ligne de départ Timmy et son Handicar, Elon Musk, Nathan et Mimsy dans une Tesla D, une Lyft, une Zipcar piloté par Matthew McConaughey, le chauffeur de taxi russe, le vendeur de Hummer, une voiture qui marche au pet vaginal piloté par l'actrice canadienne Neve Campbell, une voiture japonaise autonome ainsi que Satanas et Diabolo en personne, dans leur Démone Double-Zéro Grand Sport.
Le but de la course est de récupérer une vieille dame et de l'emmener chez sa fille. Plusieurs voitures sont mises hors-jeu sur le trajet, dont une partie à cause d'un arbre coupé par Satanas et Diabolo. Timmy récupère la cliente, mais Nathan avait prévu que cela arrive et essaie de le faire exploser avec une bombe que Mimsy a placée dans son véhicule. Mais c'est la Zipcar qui saute, car Mimsy a mis les explosifs dans la voiture du mauvais "connard bidon qui se la joue grave et que tout le monde adore". McConaughey sort indemne des débris de son véhicule, mais la bombe a provoqué l'ouverture d'un trou de ver qui l'aspire avant de se refermer.
Timmy gagne la course et vend les droits de Handicar à Elon Musk pour 2,3 milliards de dollars, ce qui fait de la collecte de fonds un immense succès. Chez lui, Nathan décide de dire directement à sa mère qu'il ne veut pas aller en colonie de vacances, mais celle-ci feint de ne pas le comprendre : elle a organisé un voyage en Italie avec son mari cet été, et n'a pas l'intention de laisser son enfant le ruiner.